# 辛集市
37°55′01.92″N 115°12′35.98″E / 37.9172000°N 115.2099944°E
辛集市，旧名束鹿县，是中华人民共和国河北省的一个縣級市，原属石家庄市，現為省直管市。位于河北中部，石德铁路线上。市人民政府駐市府街1号。区域总面积950.36 平方公里。
辛集市有史可考的行政建制始于西汉。据《束鹿县志》记载，明时已有地名新集，后与彭家庄、李家庄、廉官店、王家庄合并，改“新”为“辛”。辛集镇早在明代有“直隶一集”之称。1986年3月5日，经国务院批准，撤销束鹿县，设立辛集市（县级）。2013年4月，辛集市被中共河北省委、省人民政府确定为首批省直管试点县（市）。

## 历史
汉置鄡县（鄡又作郻），属巨鹿郡；魏因之，晋改属赵国；北齐改安国县，隋改鹿城县；唐天宝十五年（756年），平息安史之乱后，改鹿城县为束鹿县，取“束擒禄山”之意，属深州；元改属保定路祁州；明仍属保定府祁州；清直属保定府；1925年7月1日，县内辛集镇和旧城镇分别升级为县辖市。1949年9月县城自旧城迁至辛集，1986年3月5日撤县改设辛集市，2013年5月经国务院批准设立河北省省直管县。

## 人口
根据第七次人口普查数据，截至2020年11月1日零时，辛集常住人口为594628人。

## 地理
辛集地处华北平原上。全市年平均气温12℃，降水量488毫米，是河北省重要的优质棉花和鸭梨产地。

## 行政区划
现辖8镇，7乡。共计341村民委员会，31社区居民委员会。
辛集镇、旧城镇、张古庄镇、位伯镇、新垒头镇、新城镇、南智邱镇、王口镇、天宫营乡、前营乡、马庄乡、和睦井乡、田家庄乡、中里厢乡、小辛庄乡和辛集经济开发区。

## 政治
成为省直管市后，辛集市不再选举石家庄市人民代表大会代表，户籍、工作单位在辛集市境内的原石家庄市人民代表大会代表资格终止。辛集市直接选举河北省人民代表大会代表，设6个名额。中共辛集市委书记由中共河北省委任命。但辛集市人民法院审理的案件，上诉仍由石家庄市中级人民法院受理。

## 经济
辛集市的主要产业有皮革、化工、水果、蔬菜生产等，是鸭梨、雪梨、蜜桃的主要产地。地处华北地区，大气污染较为严重，尤其在冬季供暖期，PM2.5浓度超标。

### 皮革
辛集市皮革业历史悠久，始于明，盛于清，素有辛集皮革甲天下之美称，是中国历史上最大的皮毛集散地和商埠重镇。改革开放以来，辛集皮革业这一传统优势，得到迅猛发展，成为全市最大的特色支柱产业。中国辛集皮革城管理委员会成立于1995年，是直属市政府管理的正科级单位，对整个皮革城的规划、招商、建设及工商、税务、物价、计量、物业、卫生、治安等实施全方位封闭管理。现已建成新国际皮革城，属3A级国家旅游景区。

## 交通
- 铁路：石德铁路（石家庄－德州）辛集站、石济客运专线（石家庄-济南东）辛集南站
- 公路： 黄石高速、 307国道、 230国道、 233省道、 392省道

## 教育
- 河北辛集中学
- 辛集市第一中学
- 辛集市第二中学
- 辛集市第三中学
- 辛集市第五中学